# Impeachment

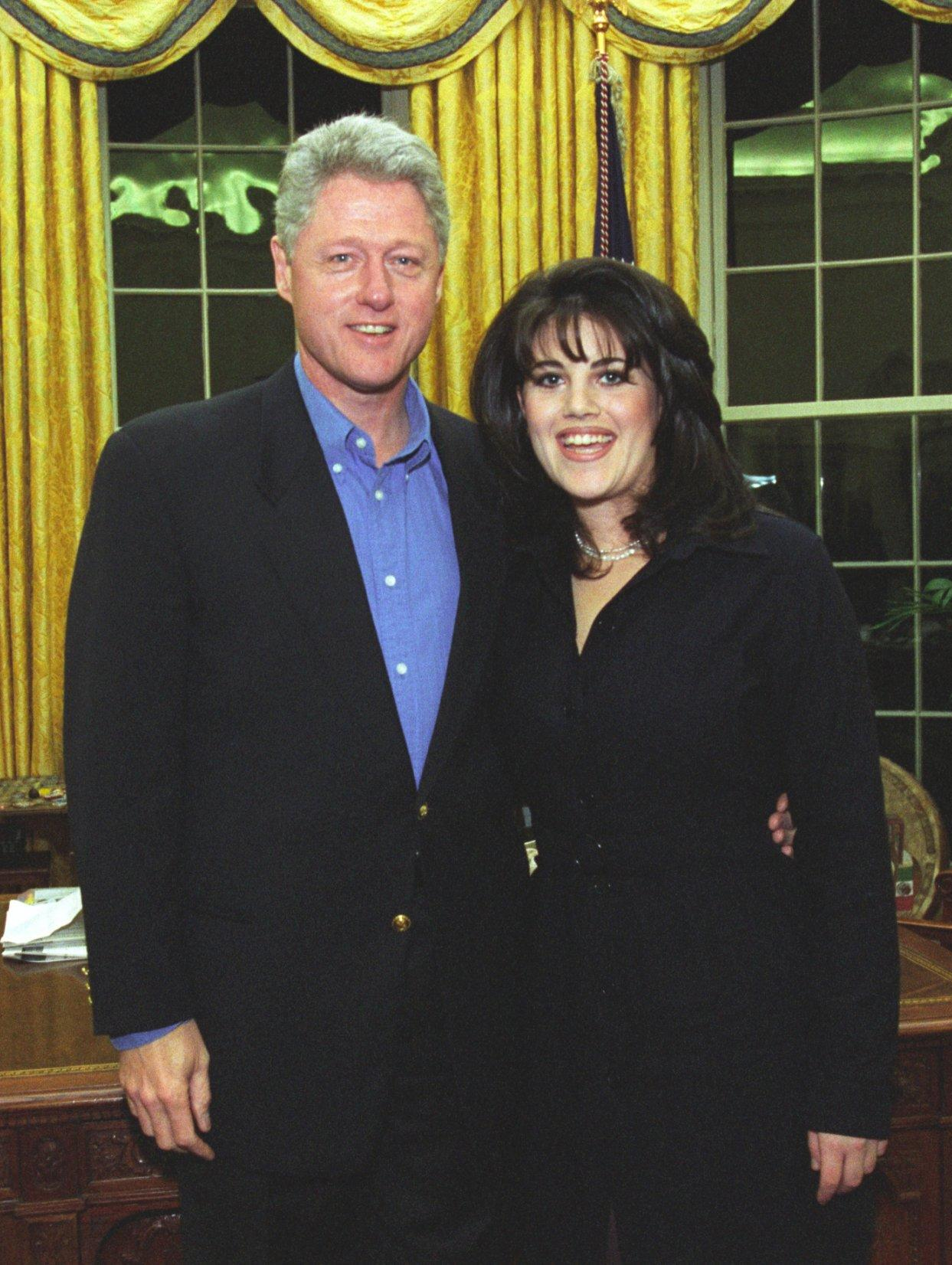
Bill Clinton va ser sotmès a un impeachment després d'haver mentit sota jurament sobre la relació que havia mantingut amb Monica Lewinsky.

L'impeachment (pronúncia en anglès en IPA: /ɪmˈpiːtʃmənt/) és una figura del dret anglosaxó (específicament als Estats Units i la Gran Bretanya) mitjançant el qual es pot processar un alt càrrec públic. El parlament o congrés ha d'aprovar el processament i posteriorment encarregar-se del judici de l'acusat (normalment a la cambra alta). Una vegada que un individu ha estat objecte d'un impeachment ha de fer front a la possibilitat de ser condemnat per una votació de l'òrgan legislatiu, la qual cosa ocasiona la seva destitució i inhabilitació per a funcions similars. Es pot entendre com un procés únic que implica tant elements polítics com legals.

## Regne Unit
L'impeachment té els seus orígens al segle xiv. Es va instituir per poder jutjar els alts càrrecs de la Corona. La Cambra dels Comuns del Regne Unit era l'encarregada d'iniciar el procés, encara que el judici es duia a terme en la Cambra dels Lords. El judici polític anglès implicava sancions administratives i fins i tot penals (si així ho jutjaven). No obstant això, des de fa dos segles no hi ha hagut cap impeachment en el Regne Unit. L'evolució del règim va provocar que el cap d'estat perdés part del seu poder, de manera que ha de retre comptes davant el parlament. L'últim procés d'impeachment es va dur a terme va ser el de Henry Dundas en 1806.

## Estats Units
L'article Primer de la Constitució dels Estats Units garanteix que els alts funcionaris puguin ser processats per mandat del poder legislatiu. Aquest mandat inclou al president, vicepresident i qualsevol altre funcionari civil dels Estats Units que sigui acusat de "traïció, soborn, o altres alts crims i males pràctiques".
A nivell federal, és la Cambra de Representants del Congrés dels Estats Units la responsable d'iniciar el procediment d'impeachment de càrrecs públics per delictes greus (a excepció dels membres del poder legislatiu, que no poden ser processats d'aquesta manera). Igual que en el model britànic, un cop la Cambra de Representants (o cambra baixa) inicia el procés, és el Senat (o cambra alta) qui s'encarrega de dur a terme el judici. Per condemnar a l'acusat, són necessàries les dues terceres parts dels vots dels senadors. Aquest eventual càstig consisteix en la destitució de l'acusat i la seva inhabilitació per exercir altres càrrecs públics.
Als Estats Units, dels catorze processos d'impeachment iniciats a nivell federal, només quatre van acabar amb una resolució condemnatòria. Només tres presidents han estat jutjats mitjançant aquest procediment, Bill Clinton (1998-1999), Andrew Johnson (1868), i Donald Trump (2019-2020). Johnson, Clinton, i Trump van ser absolts. Richard Nixon va interrompre el procés en dimitir del seu càrrec en 1974 després de l'aprovació del seu impeachment. Els impeachments també es poden fer a nivell estatal, però han estat bastant escassos.

### Impeachment a Andrew Johnson
La reclamació d'Andrew Johnson es va iniciar el 24 de febrer de 1868, quan la Cambra de Representants dels Estats Units per violació de la Llei sobre la tinença de càrrecs. Havia retirat del càrrec Edwin M. Stanton, el secretari de guerra i va intentar substituir-lo pel general Lorenzo Thomas. Johnson es va convertir en el primer president nord-americà en ser sotmès a un impeachment, del 2 al 3 de març de 1868, quan la Cambra el va remetre al Senat dels Estats Units per a la seva adjudicació. El judici al senat va començar tres dies després, amb el jutge cap de ministre Salmon P. Chase. El 16 de maig, el Senat no va condemnar Johnson per un dels articles, amb el vot de 35 a 19 a favor de la condemna, per sota dels dos terços necessaris en votació. Es va cridar un reces de 10 dies abans d'intentar condemnar-lo per articles addicionals però no va canviar el resultat el 26 de maig quan el Senat no va condemnar el president en dos articles, tots dos pel mateix marge.

### Impeachment a Bill Clinton
El 8 d'octubre de 1998 la Cambra de Representants dels Estats Units va votar per iniciar els procediments contra Bill Clinton per mentir sota jurament i obstrucció de la justícia, derivats d'una demanda d'assetjament sexual presentada contra Clinton per Paula Jones i del testimoni de Clinton negant que s'havia relacionat amb una relació sexual amb l'interna de la Casa Blanca, Monica Lewinsky. El 19 de desembre de 1998. Va començar un judici al Senat el gener de 1999, presidint el jutge en cap William Rehnquist i el 12 de febrer, Clinton va ser absolt d'ambdues acusacions.

### Impeachment a Donald Trump
El 12 de juliol de 2017, el diputat demòcrata al Congrés Brad Sherman va presentar una moció de destitució del president Donald Trump amb els càrrecs d'obstrucció al Congrés i de l'acusació d'abús de poder per les seues pressions al govern d'Ucraïna. Al setembre de 2019, Nancy Pelosi, líder del Partit Demòcrata i portaveu del Congrés, es va pronunciar a favor del procediment de destitució sobre el qual el Congrés es van dur a terme recerques des del 24 de setembre de 2019 i del qual fou absolt en 5 de febrer de 2020.
El segon inpeachment de Donald Trump es va produir el 13 de gener de 2021, una setmana abans que expirés el seu mandat. La destitució de Trump per la Cambra de Representants es va produir després dels seus intents de tombar les eleccions presidencials dels Estats Units del 2020; l'article adoptat sobre "incitació a la insurrecció" citava la seva trucada telefònica el 2 de gener amb el secretari d'Estat de Geòrgia, Brad Raffensperger, i al·legava que Trump va incitar a l'assalt del Capitoli dels Estats Units el 6 de gener.